# كونكورد (نيوهامبشير)
كونكورد (بالإنجليزية: Concord)‏ هي عاصمة ولاية نيوهامبشاير، وهي مقر مقاطعة ميريماك. بلغ عدد سكانها 42,695 نسمة في تعداد عام 2010 (عدد السكان 40,687 نسمة حسب إحصاء عام 2000).
تتضمن كونكورد قرى بيناكوك وكونكورد الشرقية وكونكورد الغربية. المدينة هي موطن كلية الحقوق بجامعة نيو هامبشاير، وهي مدرسة الحقوق الوحيدة في نيو هامبشاير؛ مدرسة سانت بول، وهي مدرسة إعدادية خاصة؛ جامعة نيوهامبشير التقنية NHTI، وهي كلية مجتمعية مدة دراستها سنتان؛ وأوركسترا غرانيت ستيت السيمفونية.

## التركيبة السكانية
حدّد مكتب تعداد الولايات المتحدة بيانات التركيبة السكانية لكونكورد في تعداد الولايات المتحدة. في ما يلي، التركيبة السكانية حسب تعدادي 2000 و2010.

### تعداد عام 2000
بلغ عدد سكان كونكورد 40,687 نسمة بحسب تعداد عام 2000، وبلغ عدد الأسر 16,281 أسرة وعدد العائلات 9,630 عائلة مقيمة في المدينة. في حين سجلت الكثافة السكانية 233.8 نسمة لكل كيلومتر مربع (605.5/ميل2). وبلغ عدد الوحدات السكنية 16,881 وحدة بمتوسط كثافة قدره 97 لكل كيلومتر مربع (251.2/ميل2).
وتوزع التركيب العرقي للمدينة بنسبة 95.52% من البيض و1.03% من الأمريكيين الأفارقة و0.29% من الأمريكيين الأصليين و1.47% من الأمريكيين ذوي الأصول الآسيوية و0.03% من سكان جزر المحيط الهادئ و0.34% من الأعراق الأخرى و1.31% من عرقين مختلطين أو أكثر و1.45% من الهسبانيون أو اللاتينيون من أي عرق.
بلغ عدد الأسر 16,281 أسرة كانت نسبة 32.2% منها لديها أطفال تحت سن الثامنة عشر تعيش معهم، وبلغت نسبة الأزواج القاطنين مع بعضهم البعض 44.3% من أصل المجموع الكلي للأسر، ونسبة 11.4% من الأسر كان لديها معيلات من الإناث دون وجود شريك، بينما كانت نسبة 3.4% من الأسر لديها معيلون من الذكور دون وجود شريكة وكانت نسبة 40.9% من غير العائلات. تألفت نسبة 32.7% من أصل جميع الأسر من عدة أفراد يعيشون في نفس المنزل ونسبة 11.2% كانت تتألف من شخص يعيش بمفرده يبلغ من العمر 65 عاماً أو أكثر. وبلغ متوسط حجم الأسرة المعيشية 2.30، أما متوسط حجم العائلات فبلغ 2.95.
بلغ العمر الوسطي للسكان 37.0 عاماً. وكانت نسبة 22.7% من القاطنين تحت سن الثامنة عشر، وكانت نسبة 6.9% بين الثامنة عشر والرابعة والعشرين عاماً، ونسبة 30% كانت واقعةً في الفئة العمرية ما بين الخامسة والعشرين والرابعة والأربعين عاماً، ونسبة 20.8% كانت ما بين الخامسة والأربعين والرابعة والستين، ونسبة 11.6% كانت ضمن فئة الخامسة والستين عاماً فما فوق. يوجد لكل 100 أنثى 91.4 ذكر، ويوجد لكل 100 أنثى في الثامنة عشر من عمرها فما فوق 86.3 ذكر.
بلغ متوسط دخل الأسرة في المدينة 42,447 دولارًا، أما متوسط دخل العائلة فبلغ 52,418 دولارًا. وكان متوسط دخل الذكور 35,504 دولارًا مقابل 27,348 دولارًا للإناث. وسجل دخل الفرد الخاص بالمدينة 21,976 دولارًا. وكانت نسبة 6.2% من العائلات ونسبة 8% من السكان تحت خط الفقر، وكان من هؤلاء نسبة 9.5% تحت سن الثامنة عشر ونسبة 5.4% في الخامسة والستين من العمر وما فوق.

## معرض صور

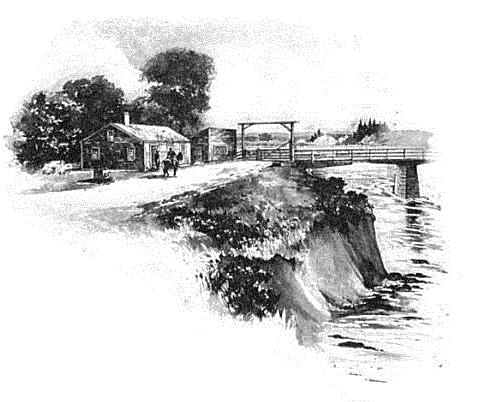
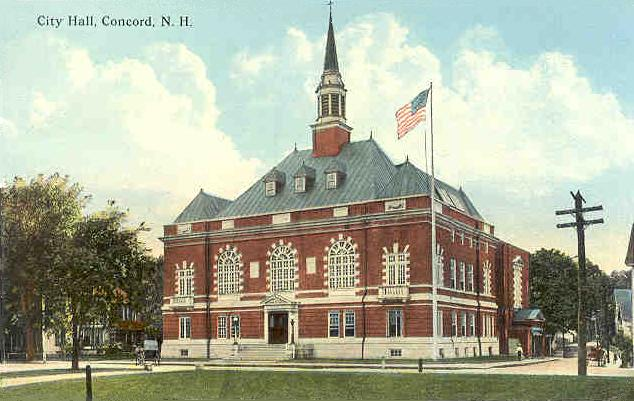
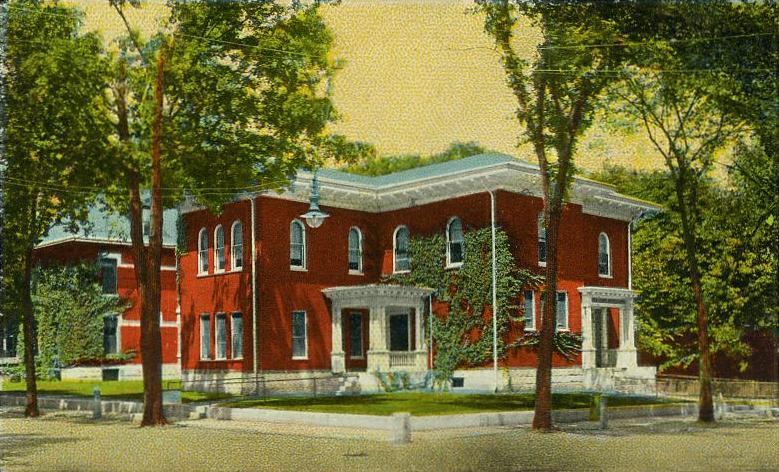
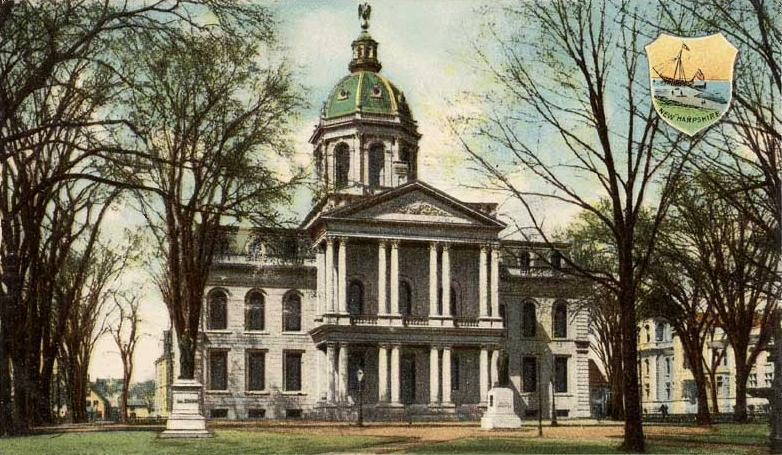
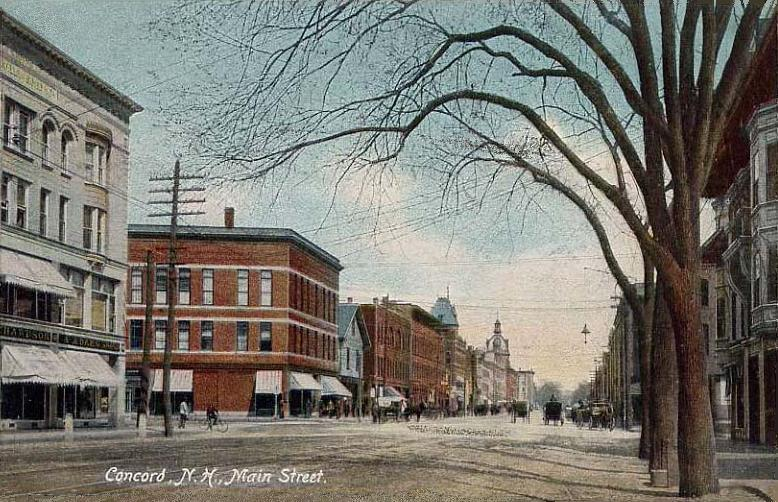

### تعداد عام 2010
بلغ عدد سكان كونكورد 42,695 نسمة بحسب تعداد عام 2010، وبلغ عدد الأسر 17,592 أسرة وعدد العائلات 10,052 عائلة مقيمة في المدينة. في حين سجلت الكثافة السكانية 245.3 نسمة لكل كيلومتر مربع (635.3/ميل2). وبلغ عدد الوحدات السكنية 18,852 وحدة بمتوسط كثافة قدره 108.3 لكل كيلومتر مربع (280.5/ميل2).
وتوزع التركيب العرقي للمدينة بنسبة 91.83% من البيض و2.23% من الأمريكيين الأفارقة و0.31% من الأمريكيين الأصليين و3.40% من الأمريكيين ذوي الأصول الآسيوية و0.02% من سكان جزر المحيط الهادئ و0.43% من الأعراق الأخرى و1.78% من عرقين مختلطين أو أكثر و2.06% من الهسبانيون أو اللاتينيون من أي عرق.
بلغ عدد الأسر 17,592 أسرة كانت نسبة 28.7% منها لديها أطفال تحت سن الثامنة عشر تعيش معهم، وبلغت نسبة الأزواج القاطنين مع بعضهم البعض 41.3% من أصل المجموع الكلي للأسر، ونسبة 11.6% من الأسر كان لديها معيلات من الإناث دون وجود شريك، بينما كانت نسبة 4.3% من الأسر لديها معيلون من الذكور دون وجود شريكة وكانت نسبة 42.9% من غير العائلات. تألفت نسبة 33.6% من أصل جميع الأسر من عدة أفراد يعيشون في نفس المنزل ونسبة 12% كانت تتألف من شخص يعيش بمفرده يبلغ من العمر 65 عاماً أو أكثر. وبلغ متوسط حجم الأسرة المعيشية 2.26، أما متوسط حجم العائلات فبلغ 2.90.
بلغ العمر الوسطي للسكان 39.4 عاماً. وكانت نسبة 20.7% من القاطنين تحت سن الثامنة عشر، وكانت نسبة 9.3% بين الثامنة عشر والرابعة والعشرين عاماً، ونسبة 28.1% كانت واقعةً في الفئة العمرية ما بين الخامسة والعشرين والرابعة والأربعين عاماً، ونسبة 28.2% كانت ما بين الخامسة والأربعين والرابعة والستين، ونسبة 13.8% كانت ضمن فئة الخامسة والستين عاماً فما فوق. وتوزع التركيب الجنسي للسكان بنسبة 49.6% ذكور و50.4% إناث.

## أعلام
- آني ديوك
- جون فارمر
- مات بونر
- ويليام إي. شاندلير
- لوت جاكوبي
- كيري لين برات
- هنري ستيلس بريدجس
- فرانكلين بيرس
- توني كونراد
- دوغلاس إيفرت
- كريس فريمان